# گالیپولی (آپولیا)
گالیپولی (آپولیا) (به ایتالیایی: Gallipoli, Apulia) یک کومونه در ایتالیا است که در استان لچه واقع شده‌است.

## خصوصیات
گالیپولی ۴۰ کیلومترمربع مساحت و ۲۱٬۱۴۸ نفر جمعیت دارد و ۱۲ متر بالاتر از سطح دریا واقع شده‌است.

## خواهرخوانده
شهرهای مونفالکونه و بیت‌لحم خواهرخوانده‌های گالیپولی (آپولیا) هستند.